# Olaf Adamczak
Olaf Adamczak (* 30. Juni 1955) ist ein ehemaliger deutscher Fußballspieler, der zwischen 1978 und 1983 in der DDR-Oberliga, der höchsten Spielklasse im DDR-Fußball, für die Betriebssportgemeinschaft (BSG) Chemie Böhlen aktiv war.

## Sportliche Laufbahn
Im Jahr 1972 wurde Olaf Adamczak erstmals in der DDR-Sportpresse erwähnt, nachdem er am 30. April 1972 mit der DDR-Juniorennationalmannschaft in der Begegnung DDR–Ungarn (3:3) sein einziges Länderspiel bestritten hatte. Zu diesem Zeitpunkt war er Juniorenspieler beim 1. FC Lokomotive Leipzig, mit dem er in der Juniorenoberliga spielte und 1973/74, 1976/77 und 1977/78 unter Trainer Heinz Joerk DDR-Meister wurde. 1975/76 absolvierte er ein Pokalspiel gegen Rot-Weiß-Erfurt, worauf Lok Leipzig in folgenden Spielen Pokalsieger wurde. In der Saison 1972/73 absolvierte er seine ersten beiden Spiele mit der 2. Mannschaft des 1. FC Lok in der zweitklassigen DDR-Liga. In den beiden folgenden DDR-Liga-Spielzeiten hatte er sich mit 17 bzw. 16 Einsätzen bereits in den erweiterten Spielerstamm der 2. Mannschaft hineingespielt. 1975 stieg Lok II in die Bezirksliga ab. Mit Adamczak wurde die Bezirksmeisterschaft gewonnen, was zur Folge hatte, dass die 2. Mannschaft ab der Saison 1976/77 in der neugegründeten Nachwuchsoberliga spielen konnte. Dort wurde Adamczak bis zum April 1978 eingesetzt. Noch während der laufenden Spielzeit wechselte er zum Oberligisten Chemie Böhlen und wurde dort noch in den letzten vier Oberligaspielen aufgeboten. In der Saison 1978/79 erspielte sich Adamczak sofort einen Stammplatz und kam als Mittelfeld- oder Abwehrspieler bis zum April 1979 in 18 Oberligaspielen zum Einsatz, in denen er drei Tore erzielte. Im Mai musste er für 18 Monate seinen Wehrdienst in der Nationalen Volksarmee antreten. Nach seiner Entlassung aus der Armee kehrte er im November 1981 zu Chemie Böhlen zurück und bestritt, nun durchgehend im Mittelfeld aufgeboten, die restlichen 16 Oberligaspiele. Am Saisonende musste die BSG Chemie in die DDR-Liga absteigen, schaffte aber den sofortigen Wiederaufstieg. Adamczak war daran mit 20 von 22 DDR-Liga-Spielen sowie bei allen acht Aufstiegsspielen und mit insgesamt drei Toren beteiligt. In der Oberligasaison 1982/83 war er zunächst wieder ständiger Mittelfeldakteur, ehe er in der Rückrunde in der Verteidigung eingesetzt wurde. Er fehlte lediglich bei zwei Punktspielen und kam einmal zum Torerfolg. Seine Mannschaft schaffte nicht den Klassenerhalt, und so spielte Adamczak in den nächsten beiden Spielzeiten wieder in der DDR-Liga. Während er 1983/84 noch 21 der 22 Ligaspiele absolvieren konnte, kam er 1984/85 nur noch 15-mal zum Einsatz. Zur Saison 1985/86 wurde er in die 2. Mannschaft zurückversetzt, verhalf dieser aber noch zur Bezirksmeisterschaft, nachdem er anschließend zum Bezirksligisten Stahl Thale wechselte. Auch mit der neuen Mannschaft wurde er 1987 Bezirksmeister und kehrte mit ihr in die DDR-Liga zurück. Dort verhalf er Thale 1988 zu einem überraschenden 2. Platz, an dem er mit 33 von 34 Ligaspielen und zwei Toren beteiligt war. Auch 1988/89 war Adamczak eine Stütze der Mannschaft, er fehlte nur bei vier Punktspielen, erzielte aber sechs Tore. Die Spielzeit 1989/90 war seine letzte Saison im höherklassigen Fußball, er bestritt nur noch acht DDR-Liga-Spiele. Danach konnte er nach 18 Spielzeiten auf 62 Oberligaspiele mit vier Toren, 1962 DDR-Liga-Spiele mit dreizehn Toren und acht Aufstiegsspiele mit einem Tor zurückblicken. Dem Fußball blieb er als Übungsleiter treu.